# Вайнберг, Мартин
Ма́ртин Ва́йнберг (англ. Martin S. Weinberg; род. 23 января 1939, Олбани, штат Нью-Йорк, США) — американский социолог, специалист по социологии тела, социологии девиантного поведения, социологии контроля и интерпретативной социологии; исследователь человеческой сексуальности.

## Биография
В 1960 году получил бакалавра в Сент-Лоуренском университете и в 1961 году магистра в Массачусетском университете в Амхерсте. В 1965 году получил доктора философии по социологии в Северо-Западном университете.
В 1965—1968 годах — ассоциированный профессор Ратгерского университета.
В 1968—1974 годах — ассоциированный профессор, с 1974 года — профессор кафедры социологии Индианского университета.
В 1968—1980 годах — старший научный сотрудник в области социологии Института Кинси.
В 1981 году был приглашённым профессором в Университете штата Нью-Йорк в Олбани, в 1985–1988 годах — Мэрилэндском университете округа Балтимор и в 1998–2003 годах в Оклендском университете.
С 1999 года — член Общества научной сексологии.
Член-учредитель Международной академии сексологических исследований.

## Научная деятельность
В 1968 году совместно с психологом Аланом Беллом приступил к исследованию около 1000 геев, живущих в Сан-Франциско, с целью оценить их психическое здоровье и выяснить, что в их жизни оказало влияние на выбор именно такой сексуальной ориентации. Согласно опубликованным результатам, геи в той же степени приспосабливаются к окружающей обстановке и удовлетворены отношениями, в какой это свойственно для гетеросексуальных людей. Оба учёных утверждали, что в основе гомосексуальной ориентации лежат биологические факторы, поскольку они не выявили социальных — личностные особенности родителей и болезненный психологический опыт в прошлом. Исследование Белла и Вейнберга вызвало жаркие споры, в который критики заостряли своё внимание на методах исследования. В свою очередь историк и гей-активист Мартин Дуберман дал следующую оценку данному исследованию: «Это было самое амбициозное изучение мужской гомосексуальности из когда-либо проводившихся». Кроме того указал, что итоги исследований, воплощённые в монографиях Homosexualities: A Study of Diversity Among Men and Women (1978) и Sexual Preference: Its Development in Men and Women (1981) «опровергли большое количество других исследований, в которых геи были представлены как отщепенцы общества».

## Награды
- International Distinguished Scientific Achievement Award  (1995) Общества научной сексологии[англ.]
- Simon-Gagnon Award for Outstanding Contributions to the Study of Sexualities (2002) от Американской социологической ассоциации
- Медаль Магнуса Хиршфельда[англ.] (2004) Немецкого общества общественнонаучных исследований сексуальности[нем.]

## Научные труды

### Монографии
- Homosexuality: An Annotated Bibliography[англ.] (1972)
- Homosexualities: A Study of Diversity Among Men and Women[англ.] (1978)
- Sexual Preference: Its Development in Men and Women[англ.] (1981)
- Deviance: The Interactionist Perspective
- The Study of Social Problems: Seven Perspectives
- Male Homosexuals: Their Problems and Adaptations
- Dual Attraction: Understanding Bisexuality
- Sex Research: Studies from the Kinsey Institute
- Gay baths and the social organization of impersonal sex
- Homosexual identity: Commitment, adjustment, and significant others
- Social Constituents of Sadomasochism